# ブラート・ジャナサエフ
ブラート・ジャナサエフ（Болат Бахытжанұлы Жаңасаев、1952年4月29日 - ）は、カザフスタンの軍人、政治家。中将。国防大学校長。過去、国内軍司令官、親衛隊司令官、東部地域司令部司令官等、軍の要職を歴任。

## 経歴
アクトベ州テミール市出身。
1975年、アルマ・アタ高等諸兵科共通指揮学校を卒業し、ドイツ駐留ソ連軍で自動車化狙撃小隊長に任命。1979年から自動車化狙撃中隊長、自動車化狙撃大隊参謀長/副大隊長。1982年、自動車化狙撃大隊長。
1987年、M.V.フルンゼ名称軍事アカデミーを卒業し、キエフ軍管区の自動車狙撃連隊参謀長に任命。1989年9月、ソ連内務省国内軍中央アジア・カザフスタン局の作戦旅団副旅団長。1990年3月、教育連隊長。
1991年9月、第12期カザフスタン共和国最高会議代議員に選出。1992年4月、カザフスタン国内軍司令官局の作戦旅団長。同年7月、最高会議国家安全保障・国防委員会委員長、幹部会議員に選出。1994年3月、第13期最高会議代議員に再選され、国家安全保障・国防委員会副委員長となる。
1994年9月、国内軍司令官に任命。1995年12月～2001年3月、国内軍第一副司令官。2001年3月、カザフスタン共和国親衛隊司令官。2002年1月、国内軍司令官兼国内軍委員会議長。同年、法学専攻でアバイ名称アルマトイ国立大学を卒業。2003年9月～2004年12月、東部地域司令部司令官。
2004年12月～2006年、非常事態次官。2006年4月～2009年7月、国防次官。2008年、ロシア連邦軍参謀本部軍事アカデミーを優等で卒業。
2009年7月から国防大学校長。

## パーソナル
「武勲に対する」メダル、二等「ダンク」勲章を受章。カザフスタン内務省功労職員。
妻帯、1男1女を有する。